# Astrodia abyssicola
Astrodia abyssicola is een slangster uit de familie Asteronychidae.
De wetenschappelijke naam van de soort werd in 1884 gepubliceerd door Theodore Lyman.